# 薩圖隆格鄉
47°34′N 23°26′E / 47.567°N 23.433°E
薩圖隆格鄉（羅馬尼亞語：Comuna Satulung, Maramureș），是羅馬尼亞的鄉份，位於該國西北部，由馬拉穆列什縣負責管轄，面積65平方公里，海拔高度162米，2007年人口5,690，人口密度每平方公里88人。